# Dinastia rubênida
A Casa rubênida (em armênio/arménio:  Ռուբինեաններ) foi uma dinastia armênia que dominou partes da Cilícia, e que estabeleceu o Reino Armênio da Cilícia. A dinastia leva o nome do seu fundador, o príncipe armênio Ruben I. Os rubênidas foram príncipes, mais tarde reis, da Cilícia por volta de 1080 até serem superados pelos Hetúmidas em meados do século XIII.

## História
A dinastia rubênida foi estabelecida quando o bisneto de Ruben, Teodoro, foi nomeado governador de uma região da Cilícia pelo imperador bizantino. Teodoro expandiu seu território e declarou-se governante do Reino Armênio da Cilícia em 1080. Os rubênidas continuaram a governar a Cilícia por mais de um século, com vários membros da família assumindo o trono.
Sob os rubênidas, o Reino Arménio da Cilícia floresceu cultural e economicamente, com uma cena artística e literária vibrante. Os governantes rubênidas também mantiveram laços estreitos com os cruzados, que reconheceram a Cilícia como aliada cristã na região. No entanto, o reino finalmente caiu nas mãos do Sultanato Mameluco em 1375.
O novo estado arménio estabeleceu relações muito estreitas com os países europeus e desempenhou um papel muito importante durante as Cruzadas, proporcionando aos exércitos cristãos um refúgio e provisões no seu caminho para Jerusalém. Os casamentos mistos com famílias cruzadas europeias eram comuns e a influência religiosa, política e cultural europeia era forte.

## Príncipes rubênidas da Armênia
- Ruben I (1080/1081/1082 – 1095)
- Constantino I (1095 – 1100/1102/1103)
- Teodoro I (1100/1102/1103 – 1129/1130)
- Constantino II (1129/1130)
- Leão I (1129/1130 – 1137)
- Teodoro II (1144/1145 – 1169)
- Ruben II (1169–1170)
- Melias (1170–1175)
- Ruben III (1175–1187)
- Leão II (1187 – 1198/1199)

## Reis rubênidas da Armênia
- Leão I (1198/1199 – 1219)
- Isabel (1219–1252)